# Эфиопо-суданский пограничный конфликт (2020—2022)
Эфиопо-суданский пограничный конфликт — вооружённое противостояние 2020-2022 годов между боевиками народа амхара из Эфиопии и Суданом за контроль над пограничным регионом Аль-Фашака на границе Эфиопии (Тыграй) и Судана (Гедареф). Ныне регион Аль-Фашака — район Судана к востоку от реки Атбара и к югу от реки Тэкэзе. С 2008 года Эфиопия не имела претензий на регион Аль-Фашака, пока Судан позволял эфиопским фермерам и армии беспрепятственно оставаться в этом районе. С началом войны в Тыграе суданские силы смогли продвинуться в регион благодаря соглашению с Эфиопией всего за три дня до этого. Когда боевики амхара ушли, чтобы помочь федеральному правительству в другом регионе, суданские силы начали вытеснять эфиопских фермеров, фактически нарушив компромисс 2008 года; по заявлению Эфиопии Судан также убивал фермеров амхара. Правительство Судана заявляет о причастности ВС Эфиопии и Эритреи к пограничному спору, в то время как правительство Эфиопии отрицает это и рассматривает конфликт как стычки между суданскими силами и партизанами из амхара.
Столкновения впервые начались в районе Абу-Тиур, вдоль границы Эфиопии с Суданом, 15 декабря 2020 г., когда боевики амхара, предположительно поддерживаемые правительством Эфиопии, устроили засаду на нескольких суданских военных, убив четверых из них. С тех пор Судан отвоевал большую часть спорной границы. Несмотря на то, что по закону он по-прежнему является территорией Судана, правительство амхара назвало развертывание суданских войск вторжением и заявило, что Аль-Фашака принадлежит амхара. Абий Ахмед Али сделал заявления в поддержку этого утверждения. Благодаря тому, что Судан изгнал боевиков амхары, суданские фермеры впервые за двадцать пять лет начали обрабатывать свою землю, но существует проблема убийств суданских фермеров боевиками амхара.
Конфликт является примером Внешних последствий Войны в Тыграе — влиянии вооруженного конфликта в регионе Тыграй на другие страны. Последствия этих событий в наибольшей степени испытали на себе соседние Судан и Эритрея. Последствия в основном заключаются в эфиопских беженцах, более 50 000 из которых пересекли границу Эфиопии и Судана. Ранее нестабильная политическая ситуация в соседних государствах и многолетние конфликты привели к тому, что Эфиопия превратилась в один из крупнейших убежищ для беженцев в мире. По состоянию на начало 2020 года в стране проживало 735 204 беженца, в основном из Южного Судана. Доля граждан Эритреи также была значительной. Тыграй был одним из регионов, густо населённых беженцами. Другая сторона последствий, интернализация, состоит в поддержке Эритреей федерального правительства Эфиопии в Войне в Тыграе, а также в участии в этой войне ВС Судана на стороне НФОТ (по обвинению, выдвинутому парламентом Эфиопии) .

## Предыстория
В 1902 году управляемый Великобританией Судан (Англо-Египетский Судан) и Эфиопская империя подписали договор о надлежащей демаркации границы, но он потерпел неудачу, поскольку некоторые районы вдоль границы остались неурегулированными. В новом договоре (1907), как и в прежнем, регион Аль-Фашака относится к территории Судана, но де-факто эфиопы заселили эту территорию, возделывали её и платили налоги эфиопскому правительству.
После эритрейско-эфиопской войны Эфиопия и Судан начали вялотекущие переговоры о точном местоположении своей границы протяженностью 744 км. Самый сложный район договора — это район Аль-Фашака.
В 2008 году стороны пришли к компромиссу. Эфиопия согласилась с тем, чтобы район Аль-Фашака является частью Судана при условии, что эфиопы смогут беспрепятственно там жить.
После того, как в 2018 году Народно-освободительный фронт Тыграя (НФОТ) был отстранен от власти, лидеры местного народа Амхара осудили сделку как секретную и заявили, что при ее заключении с ними не консультировались должным образом.

## Хронология конфликта

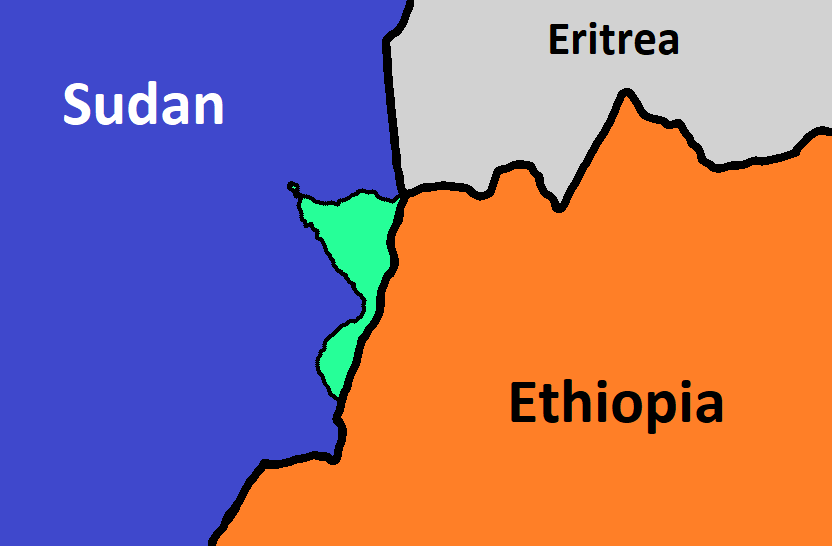
Треугольник аль-Фашака (светло-зеленый), недалеко от точки пересечения границ Судана, Эфиопии и Эритреи

### 2020
3-4 ноября, в начале войны в Тыграе между эфиопской федеральной армией и региональными войсками глава правившего тогда Суверенного совета Судана генерал-лейтенант Абдель Фаттах направил более 6000 солдат к границе с Эфиопией в рамках соглашения, достигнутого с Эфиопией 1 ноября 2020 года. Заявленной целью было помешать тыграйским повстанцам использовать Судан в качестве маршрута снабжения. Когда суданские войска были переброшены к границе, статус-кво 2008 года был нарушен, и как только боевики амхара были передислоцированы в Тыграй, чтобы помочь федеральному правительству, суданские солдаты начали вывозить из региона, как предполагается, тысячи амхарских и тыграйских фермеров. Ситуацию усугубил порыв беженцев в Судан из Западной зоны Тыграя, многие из которых пытались спастись от потенциальной войны. Число беженцев увеличилось примерно с 7 000 человек 11 ноября до почти 44 000 человек к концу месяца.
2 декабря Суданские вооруженные силы начали вторжение, оккупировав район Хор-Ябис, изгнав без боя эфиопских боевиков.
5 декабря Судан перебросил шестую пехотную дивизию в Аль-Фашаку, чтобы взять под контроль Джебель-Тайара в Галлабате. 25 лет район Аль-Фашака, являвшийся территорией суданской провинции Гедареф, находился под контролем эфиопских фермеров и военных.
12 декабря следственная комиссия по чрезвычайному положению и парламент Эфиопии обвинили ВС Судана в нападениях на мирное население в Тыграе в результате сговора с повстанцами НФОТ.
15 декабря, во время патрулирования судано-эфиопской границы, суданские военные подверглись нападению солдат ВС Эфиопии и амхарских ополченцев, в результате чего несколько суданских офицеров были убит офицер и трое солдат.
Позже в тот же день премьер-министр Судана Абдалла Хамдок заявил, что вооруженные силы Судана готовы отразить военную агрессию. Уже имея дело с войной на севере, премьер-министр Эфиопии Абий Ахмед попытался успокоить ситуацию, написав в Твиттере: «Такие инциденты не разрушат связь между нашими двумя странами, поскольку мы всегда используем диалог для решения проблем».
В результате обстрела из стрелкового оружия и артиллерийского удара эфиопской армии и регионального ополчения погибли 4 суданских военнослужащих, 27 получили ранения. Согласно заявлению суданской стороны, эфиопские силы вторглись на территорию Судана и атаковали суданских пограничников во время патрулирования границы.
17 декабря Председатель Суверенного совета Судана Абдель Фаттах аль-Бурхан и несколько суданских генералов посетили базы суданских войск, размещённых на границе с Эфиопией, с целью проверки их боеготовности. Абдель Фаттах аль-Бурхан заявил, что суданская армия готова защитить пограничные города от возможных нападений.
19 декабря командование суданской армии заявило, что не отдаст ни пяди суданской земли. На границу с Эфиопией были направлены дополнительные суданские войска.
20 декабря офис премьер-министра Судана анонсировал переговоры о демаркации границы с Эфиопией на 22 декабря.
21 декабря в районе Абу-Тейур произошло столкновение между суданской армией и эфиопскими проправительственными силами, в результате 1 суданский солдат был убит.
22 декабря суданская армия заняла три пограничных города и район Хуршид, находившиеся до этого под контролем эфиопского ополчения.
Премьер-министр Эфиопии Абий Ахмед Али выразил надежду на скорое мирное урегулирование пограничного конфликта с Суданом после безрезультатных переговоров о демаркации границы в Хартуме.
24 декабря вооружённые силы Эфиопии и региональное эфиопское ополчение атаковали позиции суданской армии на границе Судана и Эфиопии, использовав тяжёлую артиллерию.
25 декабря на границу Эфиопии и Судана были переброшены дополнительные части ВС Эфиопии, эфиопская боевая авиация провела тренировочные полёты на границе с суданским регионом Гедареф.
26 декабря министр информации Судана Фейсал Мохаммед Салех обвинил эфиопскую армию в нападениях на суданскую территорию. Суданские СМИ сообщили, что эфиопские ополченцы развернули вдоль суданской границы артиллерию и бронетранспортёры.
26 декабря суданская армия взяла под свой контроль 11 населённых пунктов в спорном районе Курайша, которые ранее были заняты эфиопским ополчением.
28 декабря Судан заявил, что захватил деревни Асмаро, Леббаки, Паша, Ламлам, Мелкамо, Малес, Ашкар, Арка и Умм-паша-Тедди. Всего было захвачено одиннадцать населенных пунктов, которые контролировали эфиопские ополченцы. Судан также заявил, что захватил город Лилли у сил и ополченцев Амхары. Лилли является домом для командиров ополчения Амхары, крупных торговцев и фермеров. Всего здесь проживает более тысячи эфиопских фермеров.
29 декабря в правительстве Эфиопии заявили, что эфиопские власти намерены активизировать свои усилия по мирному урегулированию пограничного спора с Суданом.
29 декабря официальный представитель МИД Эфиопии Дина Муфти заявил, что эфиопская армия будет вынуждена начать контрнаступление, если Судан не прекратит своё продвижение в районе Аль-Фашака.
30 декабря командование суданской армии заявило, что под контроль Судана перешло свыше 80 процентов территории спорного района Аль-Фашака.
31 декабря министр иностранных дел Судана Омар Камар ад-Дин заявил, что Судан взял под свой контроль все границы и спорные территории с Эфиопией. В ответ главнокомандующий эфиопскими военными генерал Бирхану Джула Гелалча сказал: «Наши военные заняты в другом месте, они воспользовались этим. Это должно было быть решено мирным путем. Судану нужно выбрать диалог, поскольку есть третьи стороны, которые хотят видеть наши страны разделенными».

### 2021
3 января Судан захватил 45 ополченцев региона Амхара, перешедших границу Судана.
5 января вооружённые силы Судана отразили два нападения эфиопской армии на границе Судана и Эфиопии, подразделение десантников суданской армии захватило в плен 1 эфиопского солдата.
6 января представитель МИД Эфиопии обвинил армию Судана в вооружённых нападениях на эфиопское мирное население в районе Аль-Фашака с использованием крупнокалиберных пулемётов и бронированных автомобилей.
11 января эфиопские ополченцы, согласно заявлению Судана, напали на пограничный суданский  поселок, в результате чего погибли 6 мирных жителей.
12 января пресс-служба МИД Эфиопии обвинила Судан в нарушении государственной границы Эфиопии.
12 января появилась информация о том, что Эфиопия перебросила к границе с Суданом ЗРПК Панцирь-С1.
13 января вертолёт ВВС Судана, взлетевший с аэродрома "Вад-Зайд" в суданском регионе Гердареф, был сбит на границе с Эфиопией, но экипаж выжил.
13 января самолёт ВВС Эфиопии нарушил воздушное пространство Судана, министерство иностранных дел Судана осудило инцидент.
14 января Управление гражданской авиации Судана в целях безопасности запретило полёты гражданской авиации над округом Аль-Кадареф в регионе Гедареф.
14 января эфиопские ополченцы задержали трёх граждан Судана в приграничной полосе, ещё 1 житель Судана был убит эфиопскими силами при невыясненных обстоятельствах.
17 января эфиопская армия освободила 8 суданских военнослужащих, которые находились в эфиопском плену с декабря.
24 января эфиопские силы обстреляли суданский военный патруль на границе двух стран из миномётов.
27 января Эфиопия перебросила к границам района Аль-Фашака тяжёлую артиллерию.
Впоследствии эфиопские ополченцы похитили трех суданских торговцев в районе Басанда штата Эль-Гадариф 30 января, проникнув на семь километров вглубь суданской территории, и подожгли их мотоцикл. После похищения суданские военные перебросили дополнительные подкрепления.
Вооруженные родственники похищенных попытались проникнуть в эфиопский город Метемма, но их уговорили уйти. Позже торговцы были освобождены после уплаты выкупа.
9 февраля в результате пограничного столкновения между суданскими пограничниками и эфиопским ополчением был убит 1 офицер суданской армии.
11 февраля солдаты суданской армии установили контроль над 50 тысячами акров сельскохозяйственных угодий на границе с Эфиопией после столкновения с эфиопскими ополченцами.
14 февраля Судан заявил, что эфиопские войска пересекли его территорию. Министерство иностранных дел Эфиопии заявило, что Судан похищает и депортирует граждан Эфиопии с 6 ноября 2020 года и что суданская армия должна освободить территорию, насильственно ей оккупированную. Эфиопия также зеркально обвинила Судан в переходе на ее территорию.
20 февраля министерство иностранных дел Судана заявило, что эритрейские силы вошли в район Аль-Фашака вместе с эфиопскими войсками. Четыре дня спустя, 24 февраля, Эритрея отрицала причастность своих сил к напряженности на суданско-эфиопской границе, заявив, что желает мирного решения конфликта и что правительство понимает позицию Судана в отношении его права на расширение своего суверенитета.
23 февраля ополченцы из региона Амхара применили оружие и отняли у суданских фермеров в районе Аль-Фашака тысячу мешков кукурузы.
23 февраля Эфиопия обратилась к Судану с просьбой вывести свои войска из спорного приграничного района до начала мирных переговоров. Представитель министерства иностранных дел Эфиопии Дина Муфти заявила, что Эфиопия не хочет снова вступать в конфликт с Суданом. Он также сказал, что Эфиопия желает вернуться к компромиссу 2008 года, который позволит эфиопским войскам и гражданским лицам беспрепятственно войти в регион. Наконец, муфтий сказал, что есть третья сторона, которая подтолкнула Судан к вступлению в конфликт с Эфиопией. В тот же день Судан заявил, что не будет выводить свои войска из приграничного района и что размещение суданской армии на приграничной полосе с Эфиопией является окончательным и необратимым решением.
26 февраля эфиопские ополченцы похитили двух суданских фермеров в пограничном районе.
28 февраля подразделения суданской армии вытеснили эфиопских ополченцев из пограничных сельскохозяйственных районов Аберра и Тадали.
2 марта суданская армия продолжила наступление на последний эфиопский оплот Берекет в спорном пограничном районе Аль-Фашака против сил, поддерживаемых Эфиопией. Начались ожесточенные бои в районе Берхтасам. Тем временем Судан заявил, что эритрейские силы помогают эфиопам.
23 марта правительство Судана сообщило о предложении Объединённых Арабских Эмиратов осуществить посреднические функции в эфиопо-суданских переговорах о пограничном кризисе в районе Аль-Фашака.
24 марта произошло боестолкновение между суданскими войсками и эфиопскими ополченцами в приграничном районе Басинда.
29 марта Вооружённые силы Судана обнаружили на территории заповедника Диндер эфиопских ополченцев, пытавшихся заменить существующие пограничные знаки на суданско-эфиопской границе. Произошло боестолкновение с участием 200 эфиопских ополченцев и неизвестного количества солдат суданской армии, погибли 2 человека - 1 солдат армии Судана и 1 эфиопский ополченец.
3 апреля Судан закрыл пограничный переход Галлабат-Метемма с Эфиопией, через два дня после того, как эфиопские ополченцы напали на суданских таможенников в присутствии эфиопских военных. Валид Ахмад ас-Саджан, командующий Пятой бригадой Суданских вооруженных сил в Умм-Бараките, заявил 8 апреля, что суданские военные отбили у Эфиопии 95% спорного района Аль-Фашака.
13 апреля Судан освободил из плена 61 эфиопского солдата и передал их правительству Эфиопии через пограничный переход Галлабат.
23 июля трое детей из племени Фульбе были похищены эфиопскими ополченцами в районе недалеко от Галлабата и Метеммы. Суданский капитан Бахаа Эль-Дин Юссеф, командующий Галлабатским военным округом, был схвачен и позже подвергнут пыткам, преследуя ополченцев, стоящих за похищением. Тем временем на границе продолжалось наращивание военной мощи, и 24 июля Судан закрыл пограничный переход Галлабат с Эфиопией.
26 сентября ВС Судана заявили, что эфиопские силы пытались захватить район Умм-Баракита днем ранее, но были вынуждены отступить после столкновения.
27 ноября года шесть суданских солдат были убиты в результате нападения эфиопских войск на пост суданской армии недалеко от границы между странами, как сообщили агентству «Рейтер» источники из числа суданских военных. Армия Судана заявила в более раннем заявлении на Facebook, что «группы эфиопской армии и ополченцев атаковали ее силы в Аль-Фашака Аль-Сугра, в результате чего погибли люди… наши силы доблестно отразили атаку и нанесли серьезный урон личному составу и технике нападавших».
15 декабря суданские силы объявили о полном контроле над спорным регионом.

### 2022
24 августа ВВС Эфиопии сбили самолет с оружием, которое, как они подозревали, предназначалось для Народно-освободительного фронта Тыграй. По словам высокопоставленных официальных лиц, ВВС сбили его, когда он пересекал границу Эфиопии и Судана. Генерал-майор Тесфайе Айелю, которого цитирует Эфиопское информационное агентство, заявил, что самолет, «нарушивший наше воздушное пространство из Судана... и направленный на поставку оружия террористической группировке, был сбит нашей героической авиацией». Представитель суданской армии Набиль Абдалла заявил по телефону, что Судан не причастен к инциденту. Советник по национальной безопасности Эфиопии Редван Хусейн заявил, что «военные объяснили, что был сбит самолет, принадлежащий историческим врагам нашей страны, известным своим непрекращающимся стремлением ослабить нашу страну».

## Реакции и мирный процесс

### Международная реакция
Саудовская Аравия предложила помочь примирить враждующие стороны.
Министр иностранных дел Великобритании Доминик Рааб встретился с представителями обеих сторон и попросил их прекратить боевые действия и сократить их.

### Межправительственные организации
Специальный посланник в Европе и министр иностранных дел Финляндии Пекка Хаависто встретился с суданскими официальными лицами в Хартуме, чтобы помочь снизить напряженность между Суданом и Эфиопией. Он также встретится с официальными лицами Эфиопии, когда закончит в Судане.

### Другие
Рашид Абди, исследователь и аналитик с полуострова Сомали, заявил: «Эфиопия сдержанно относится к кризису Аль-Фашака, потому что он затрагивает власть премьер-министра Абия и интересы региона Амхара, эфиопского региона, граничащего с Аль-Фашакой, его единственной базы этнической опоры. В то время как в Судане новый конфликт может осложнить политический переход и посеять разногласия. Армия может использовать войну как предлог для повторного объединения власти и вытеснения гражданского населения».

## Последствия
В разгар суданского конфликта 2023 года, согласно суданским СМИ «Аль-Судани», СВС отразили вторжение эфиопских вооруженных сил в спорный район Аль-Фашака. В отчете Аль-Судани говорится, что эфиопская армия провела атаку с использованием танков, бронетехники и пехоты и что СВС нанесли тяжелые потери эфиопскому личному составу и технике. Согласно отчету Аль-Судани, СВС заявили, что отслеживают «необычную активность эфиопских сил» с начала боевых действий с СРБ и что эфиопские силы проводят интенсивные операции по разведке и наблюдению вдоль границы. Однако премьер-министр Эфиопии Абий Ахмед Али отрицал, что столкновения имели место, и заявил, что некоторые стороны распространяют ложные обвинения, чтобы разжечь конфликт и поставить под угрозу отношения между Эфиопией и Суданом.

## Комментарии
1. ↑  Sudan accused Ethiopia of executing the seven soldiers and the civilian. Ethiopia denied responsibility and blamed a local armed group for being behind the killings